# Marieux
Marieux là một xã ở tỉnh Somme, vùng Hauts-de-France, Pháp.
Thị trấn này tọa lạc trên đường D1, khoảng 20 dặm Anh về phía bắc của Amiens.
Toà lâu đài được xây năm 1777 và ngày nay vẫn thuộc dòng họ sở hữu ban đầu. Trong đệ nhất thế chiến, đây là nơi đóng quân của quân Anh thuộc mặt trận phía Tây. 

## Dân số
| 1962                                                           | 1968 | 1975 | 1982 | 1990 | 1999 |
| -------------------------------------------------------------- | ---- | ---- | ---- | ---- | ---- |
| 110                                                            | 115  | 117  | 113  | 92   | 82   |
| Số liệu điều tra dân số từ năm 1962, dân số không tính hai lần |      |      |      |      |      |